# ضرب

3 × 4 = 12، ممكن ترتيب أربعة نقاط في ثلاث صفوف للحصول على إثني عشر نقطة.

رمز الضرب في الرياضيات

عملية الضرب في الرياضيات، هي عملية رياضية تقابل عملية القسمة، وفي الحساب الابتدائي يمكن تفسير عملية الضرب بأنها عمليات جمع متكررة للعدد ذاته.
في أبسط حالتها تكون عملية الضرب عبارة عن مجموع عدد معين من رقم ما، على سبيل المثال 7 × 4 هي 7 + 7 + 7 + 7.
يسمى حدا عملية الضرب «المضروب» و«المضروب به» أو عوامل الضرب وتسمي النتيجة حاصل الضرب أو الجداء.
وعليه فالضرب هو جمع المضروب مع نفسه ثم تكرار ذلك بعدد المضروب فيه والناتج الذي نحصل عليه من جمع المضروب على نفسه عدد من المرات يساوي المضروب فيه هو نفس الناتج الذي نحصل عليه لو أننا جمعنا المضروب فيه على نفسه عد من المرات.
لجأ المصريون القدماء إلى تلك الطريقة بتكرار عملية الجمع لإجراء «عملية الضرب» (الحساب عند قدماء المصريين).

## الرموز المستعملة والمصطلحات
يرمز لعملية الضرب باستخدام إشارة الضرب "×" بوضعها بين الحدود المضروبة، ويتم التعبير عن نتيجة عملية الضرب بإشارة التساوي. مثلاً:
{\displaystyle 2\times 3=6}
- عادة ما تستعمل علامة * (كما هو الحال في 5 * 2) في لغات البرمجة وذلك لتوفر هذا الرمز في معظم لوحات الحاسوب، وكذلك لعدم الإشتباه بينه وبين المتغير 𝑥

## خصائص
- عملية الضرب هي عملية تبديلية حيث حاصل ضرب عددين a ، b : يكون a × b = b × a.
- حاصل ضرب عددين أحدهما موجب والآخر سالب يساوى عددا سالبا ويمكن تعميم هذا لأى عددين a و b كما يلي a×-b=-a×b=-ab.
- حاصل ضرب عدد سالب في عدد آخر سالب يساوى عددا موجبا.
- الرقم واحد هو عنصر حيادي لعملية الضرب، أي أنه إذا ضرب في عدد آخر فإنه لايغير من قيمته.

## الحساب
تحتاج الطرق الشائعة لضرب الأعداد باستخدام الورقة والقلم إلى حفظ جدول الضرب أو استخدام جدول ضرب جاهز (عادة من 0 إلى 9)، لكن طريقة قدماء المصريين لا تتطلب ذلك.
عادةً ما يكون ضرب الأعداد المكونة من خانتين عشريتين فصاعدا يدوياً عملية مملة وعرضة للخطأ. ولذا تم اختراع اللوغارتمات العشرية لتسهيل هذه الحسابات. كما سمح استخدام المسطرة الحاسبة بضرب الأرقام بسرعة وبدقة تصل إلى ثلاثة أرقام عشرية.
في بداية القرن العشرين، سمحت الآلات الحاسبة الميكانيكية بضرب الأعداد إلى عشر خانات آلياً. وقد قللت الحواسب الإلكترونية الحديثة الحاجة إلى إجراء عملية الضرب يدوياً.

## حالات خاصة
في ضرب المتجهات: جداء اتجاهي
a × b = −b × a
كما أن ضرب المصفوفات ليست عملية تبديلية.

## وصلات خارجية
- موقع يُعنى بجدول الضرب